# Malkapur (Akola)
Malkapur è una suddivisione dell'India, classificata come census town, di 12.486 abitanti, situata nel distretto di Akola, nello stato federato del Maharashtra. In base al numero di abitanti la città rientra nella classe IV (da 10.000 a 19.999 persone).

## Geografia fisica
La città è situata a 20° 41' 02 N e 77° 02' 09 E.

## Società

### Evoluzione demografica
Al censimento del 2001 la popolazione di Malkapur assommava a 12.486 persone, delle quali 6.362 maschi e 6.124 femmine. I bambini di età inferiore o uguale ai sei anni assommavano a 1.480, dei quali 798 maschi e 682 femmine. Infine, coloro che erano in grado di saper almeno leggere e scrivere erano 9.862, dei quali 5.317 maschi e 4.545 femmine.